# Janine Turner
Janine Turner (Lincoln, 6 de dezembro de 1962) é uma atriz dos Estados Unidos da América.

## Biografia
Em 1978, com ainda 15 anos, Janine Turner saiu de casa para seguir uma carreira de modelo na Wilhelmina Modeling Agency. Começou a sua carreira como atriz em 1980, aparecendo em três episódios da série Dallas e continuou a aparecer em diversos programas de televisão até conseguir, o papel de Laura Templeton em General Hospital. Mas foi em 1990 que conseguiu a maior fama com o papel de Maggie O'Connell em Northern Exposure (série que recebeu, em Portugal, o título de "No Fim do Mundo"), papel que lhe valeu uma nomeação para os Emmy.
Depois deste sucesso participou em vários filmes e séries de televisão. Escreveu, em 2008 o livro Holding Her Head High: Inspiration from 12 Single Mothers Who Championed Their Children and Changed History, baseado na vida de mães solteiras ao longo da história.

## Filmografia
| Ano  | Filme                        | Papel                 | Notas                     |
| ---- | ---------------------------- | --------------------- | ------------------------- |
| 1982 | Young Doctors in Love        |                       |                           |
| 1986 | Knights of the City          | Brooke                |                           |
| 1986 | Tai-Pan                      | Shevaun Tillman       |                           |
| 1988 | Monkey Shines                | Linda Aikman          |                           |
| 1989 | Steel Magnolias              | Nancy-Beth Marmillion |                           |
| 1990 | The Ambulance                | Cheryl                |                           |
| 1993 | Cliffhanger                  | Jessie Deighan        |                           |
| 1997 | The Curse of Inferno         | Layla Moanes          |                           |
| 1997 | Leave It to Beaver           | June Cleaver          |                           |
| 2000 | Dr. T & the Women            | Dorothy Chambliss     |                           |
| 2004 | No Regrets                   | Cheryl                |                           |
| 2004 | Trip in a Summer Dress       | Mama                  | Short film                |
| 2006 | Miracle Dogs Too             | Paula Wells           | Direct-to-video           |
| 2006 | The Night of the White Pants | Barbara Hagan         |                           |
| 2009 | Birdie & Bogey               | Amy                   | Filmagem começada em 2003 |
| 2009 | Maggie's Passage             | Jenny Sirron          |                           |
| 2010 | Black Widow                  | Rachel                |                           |
| 2011 | A Fonder Heart               | Nurse Linda           | Post-production           |

## Televisão
| Ano       | Título                             | Papel               | Notas                                         |
| --------- | ---------------------------------- | ------------------- | --------------------------------------------- |
| 1980–1981 | Dallas                             |                     | 3 episódios                                   |
| 1981      | Mr. Merlin                         |                     | Episódio: All About Sheila                    |
| 1981–1982 | Behind the Screen                  | Janie-Claire Willow |                                               |
| 1982      | The Love Boat                      | Betsy Dunvar        | Episódio: The Victims/ Man in the Iron Shorts |
| 1982–1983 | General Hospital                   | Laura Templeton     |                                               |
| 1983      | The Paper Chase                    | Sondra              | Episódio: Birthday Party                      |
| 1983      | Happy Days                         | Debbie              | Episódio: Where the Guys Are                  |
| 1983      | Boone                              |                     | Episódio: Words and Music                     |
| 1984      | The Master                         | Gina/Teri           | Episódio: The Good, the Bad and the Priceless |
| 1984      | Santa Barbara                      | Hollywood Woman     | Episódio: 1.8                                 |
| 1984      | The New Mike Hammer                | Christine           | Episódio: Bonecrunch                          |
| 1985      | The A-Team                         | Theresa Gianni      | Episódio: The Big Squeeze                     |
| 1985      | Knight Rider                       | Karen Forester      | Episódio: KITTnap                             |
| 1986–1987 | Another World                      | Patricia Kirkland   |                                               |
| 1989      | Quantum Leap                       | Michelle            | Episódio: Catch a Falling Star                |
| 1990–1995 | Northern Exposure                  | Maggie O'Connell    | 110 episódios                                 |
| 1997      | Stolen Women: Captured Hearts      | Anna Brewster       | Tele-filme                                    |
| 1998      | Circle of Deceit                   | Terry Silva         | Tele-filme                                    |
| 1998      | Beauty                             | Alix Miller         | Tele-filme                                    |
| 1999      | Fatal Error                        | Dr. Samantha Carter | Tele-filme                                    |
| 1999      | A Secret Affair                    | Vanessa Shaw        | Tele-filme                                    |
| 2000–2002 | Strong Medicine                    | Dr. Dana Stowe      | 50 episódios                                  |
| 2005      | Walker Texas Ranger: Trial by Fire | Ranger Kay Austin   | Tele-filme                                    |
| 2007      | Primal Doubt                       | Jean Harper         | Tele-filme                                    |
| 2008      | Law & Order: Special Victims Unit  | Victoria Grall      | Episódio: Inconceivable                       |
| 2008–2009 | Friday Night Lights                | Katie McCoy         | 8 episódios                                   |